# Edwin Muir
Edwin Muir (ur. 15 maja 1887 na farmie w Deerness na Orkadach w Szkocji, zm. 3 stycznia 1959 we wsi Swaffham Prior w Anglii) — szkocki poeta, pisarz i tłumacz. 
Był twórcą poezji alegoryczno-filozoficznej utrzymanej w tonie refleksyjno-medytacyjnym (m.in. Collected Poems 1921-1958 z 1960) oraz autorem powieści i prac krytyczno-literackich, np. Scott and Scotland (1936), Essays on Literature and Society (1949), The Estate of Poetry (1926). Dokonywał też przekładów utworów Franza Kafki.